# Anopheles punctimacula
Anopheles punctimacula är en tvåvingeart som beskrevs av Dyar och Frederick Knab 1906. Anopheles punctimacula ingår i släktet Anopheles och familjen stickmyggor. Inga underarter finns listade i Catalogue of Life.